# جمعية كشافة جزر المالديف
جزر المالديف لديها أكثر من 5538 كشاف  تابعون لجمعية كشافة جزر المالديف ولقد تأسست الجمعية في عام 1963 وأصبحت عضوا في المنظمة العالمية للحركة الكشفية في عام 1990 والجمعية مختلطة وتحوي كلا من الجنسين.